# Partido judicial de Güímar
El partido judicial de Güímar es uno de los 19 partidos judiciales en los que se divide la comunidad autónoma de Canarias , siendo el partido judicial n.º 11  de la provincia de Santa Cruz de Tenerife y uno de los 12 partidos judiciales de dicha provincia.
El ámbito territorial comprende los municipios de :
Arafo, Candelaria, Fasnia y Güímar